# Refuge de Plan Sec
Le refuge de Plan Sec est un refuge situé en France dans le département de la Savoie en région Auvergne-Rhône-Alpes.

## Caractéristiques et informations
Le refuge bénéficie d'un gardiennage durant la période estivale qui débute au milieu du mois de juin et qui s'achève milieu septembre. Le reste de l'année le refuge n'est pas gardé et il reste fermé. Aucune salle n'est laissée accessible. Cependant, sur réservation, le refuge peut être ouvert et gardé exceptionnellement. Le refuge dispose d'une salle hors sac ainsi que de sanitaires dont des douches avec eau chaude. Toute une literie est présente sur place. Le bivouac près du refuge est possible sous certaines conditions.

## Accès
Pour pouvoir accéder au refuge de Plan Sec, on peut s'y rendre en empruntant les pistes de ski d'Aussois. Ces dernières étant au-dessus de Plan d'Amont ainsi que de Plan d'Aval.